# Vox organalis
Die Vox organalis bezeichnet in der ersten abendländischen Mehrstimmigkeit (9. – 11. Jh.), dem sogenannten Organum, die zur Melodiestimme hinzutretende zweite Stimme. Im Allgemeinen bewegte sich diese zweite Stimme, eventuell von Anfang oder Ende der Phrasen abgesehen, in einer recht starren Parallelbewegung im Abstand einer Quarte, Quinte oder Oktaven unter der Vox principalis. Erstmals erwähnt wurde die Vox organalis in der Handschrift Musica enchiriadis. In der weiteren Entwicklung (Mailänder Organumtraktat) liegt die Vox organalis auch über der Vox principalis. Im 11. Jahrhundert, bei Johannes Affligemensis, können sich die beiden Stimmen überkreuzen. Im 12. Jahrhundert wird diese Stimme dann mit Melismen ausgestaltet.